# John Scofield
John Scofield (Dayton, Ohio, 26 de diciembre de 1951) es un destacado guitarrista de jazz y compositor estadounidense. Ha colaborado con artistas como Miles Davis, Jaco Pastorius, Phil Lesh, Billy Cobham, Medeski Martin & Wood, Dennis Chambers, George Duke, entre otros.

## Comienzos
Aunque nació en Dayton, Ohio, se crio en Wilton, Connecticut, donde se aficionó al blues y al rock and roll. Tocó por primera vez una guitarra con 12 años de edad, pero no empezó a practicar en serio hasta los 15, cuando asistió a clases de jazz con un profesor de la zona. En su adolescencia, Scofield tocaba Rythm & Blues, blues urbano, soul y rock and roll de grupos locales, pero pronto se sintió fascinado por la guitarra de jazz y asimiló muy deprisa los estilos de Wes Montgomery, Tal Farlow, Barney Kessel y Jim Hall, todos ellos destacados jazzistas de los sesenta.
Dejó el instituto en 1970 y marchó a Boston para estudiar jazz en la Berklee School of Music con Jim Hall y Mick Goodrick, dos de los guitarristas de jazz más importantes de todos los tiempos.

## Carrera
Su primer trabajo como músico fue en colaboración con el vibrafonista Gary Burton, otro profesor de Berklee. Su segunda y gran oportunidad le llegó cuando, recomendado por Mick Godrick, fue invitado a tocar con una banda liderada por el saxofonista Gerry Mulligan y el trompetista Chet Baker en un concierto en el Carnegie Hall. La forma de tocar de Scofield llamó enseguida la atención de otros músicos y el grupo de jazz rock del batería Billy Cobham lo invitó a unirse a ellos en 1975. También trabajó con el famoso bajista de jazz Charles Mingus y con el teclista George Duke a finales de los setenta.
Poco después de grabar un disco en solitario, Sinola (1982), Scofield se unió a la banda del trompetista Miles Davis. Miles siempre tuvo la habilidad de extraer lo mejor de sus músicos, y Scofield no fue una excepción. En los tres años que trabajó con él, su música se perfeccionó. Desarrolló un estilo único caracterizado por originales licks propios del blues y un inusual fraseo across-the-beat. Scofield comentó más adelante: "Trabajar con Miles me demostró que era posible hacer música funky e improvisada a la vez". Esta polinización cruzada entre el funk y el jazz improvisador era aún más evidente en algunas de las magníficas grabaciones que hizo con su propia banda en los ochenta: Electric Outlet (1984), el funky still Warm (1986), Blue Matter (1987) y Loud Jazz (1988). Todos estos discos exhibían un impulso y un carácter que habían faltado en los de 1982.
A lo largo de los años, la forma de tocar de Scofield maduró todavía más y le llevó a producir una serie de álbumes de jazz originales y aclamados por la crítica como Time on My Hands (1990), Hand Jive (1994), el excepcional Quiet (1996), que acusa la influencia de Gil Evans y A Go Go (1998). También ha tocado y grabado con muchos otros jazzistas del más alto nivel, como los guitarristas Pat Metheny, Bill Frisell y John Abercrombie, los bajistas Steve Swalow y Charlie Haden y los percusionistas Dennis Chambers y Jack DeJohnette.

## Discografía

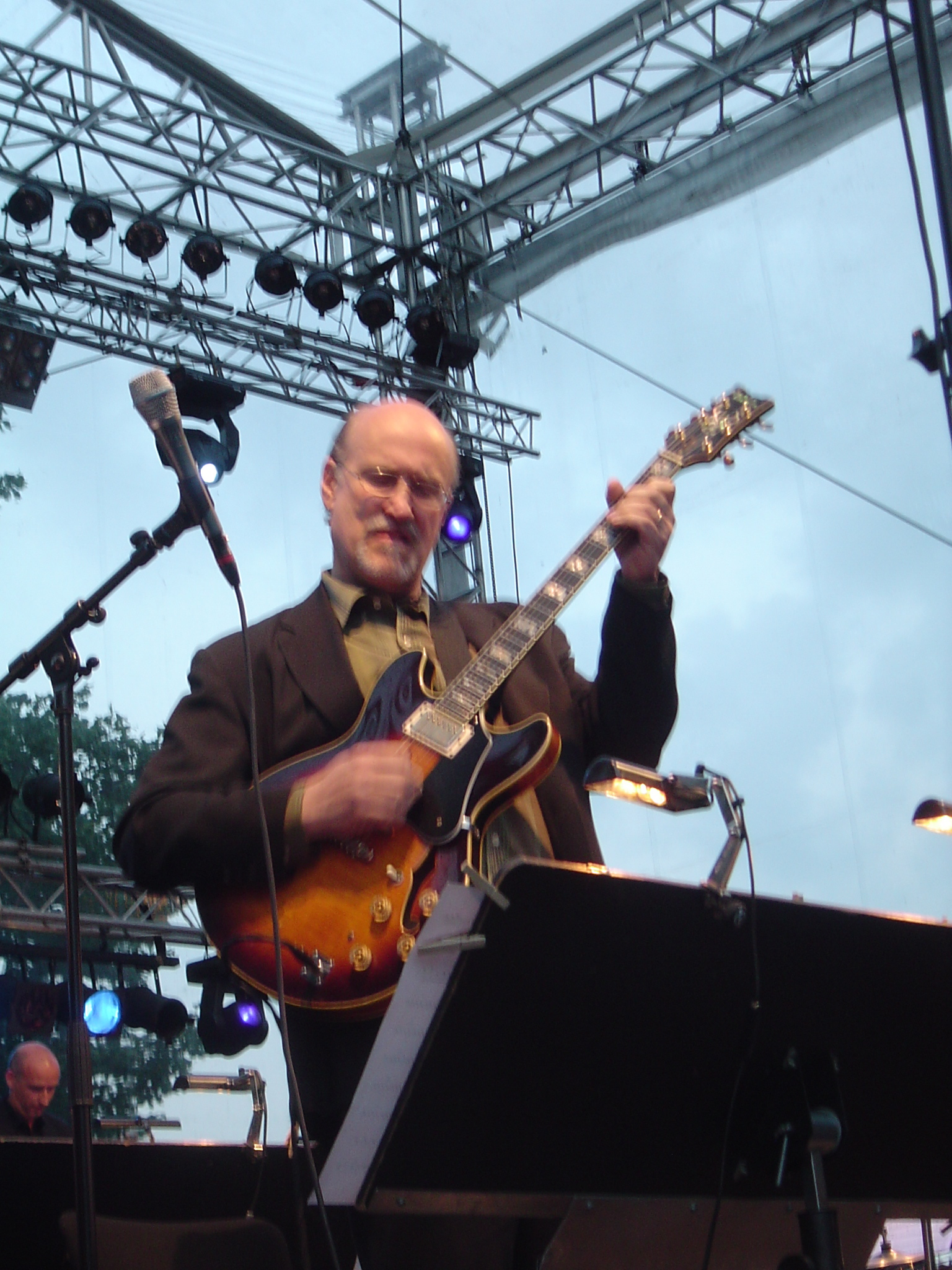
John Scofield tocando en el International Jazz Festival Enschede, en 2007.

### Como líder o colíder
- Swallow Tales  (2020) - ECM
- Combo 66  (2018) - Universal
- Past present  (2015) - Impulse!
- Überjam Deux  (2013) - EmArcy
- A Moment´s peace (2011) - Universal Records
- Piety Street (2009) - Emarcy Records
- This Meets That (2007) - Emarcy Records
- Out Louder (2006) - as Medeski Scofield Martin & Wood - Indirecto
- Saudades (2006) - as Trio Beyond - ECM
- That's What I Say: John Scofield Plays the Music of Ray Charles (2005) - Verve
- EnRoute: John Scofield Trio LIVE (2004) - Verve
- Scorched (2004) - w/Mark-Anthony Turnage - DG Deutsche Grammophon
- Up All Night (2003) - Verve
- Oh! (2003) - as ScoLoHoFo - Blue Note
- Überjam (2002) - Verve
- Works For Me (2001) - Verve
- Steady Groovin': The Blue Note Groove Sides (2000) - Blue Note
- Bump (2000) - Verve
- A Go Go (1998) - Verve
- Quiet (1996) - Verve
- Groove Elation (1995) - Blue Note
- Liquid Fire: The Best of John Scofield (1994) - Gramavision
- Hand Jive (1994) - Blue Note
- I Can See Your House From Here (1994) - w/Pat Metheny - Blue Note
- What We Do (1993) - Blue Note
- Grace Under Pressure (1992) - Blue Note
- Meant To Be (1991) - Blue Note
- Slo Sco:The Best of the Ballads (1990) - Gramavision
- Time on My Hands (1990) - Blue Note
- Best of John Scofield (1989) - Blue Note
- Flat Out (1988) - Gramavision
- Pick Hits Live (1987) - Gramavision
- Loud Jazz (1987) - Gramavision
- Blue Matter (1986) - Gramavision
- Still Warm (1985) - Gramavision
- Electric Outlet (1984) - Gramavision
- Shinola (1981) - Enja Records
- Out Like a Light (1981) - Enja Records
- Bar Talk (1980) - Jive/Novus
- Who's Who? (1979) - Jive/Novus
- Rough House (1978) - Enja Records
- John Scofield Live (1977) - Enja Records
- East Meets West (1977) - Black Hawk

### Como acompañante
Listado alfabéticamente por grupo o artista

Con Teodross Avery:
- My Generation (1996) - Impulse!

Con Billy Cobham:
- A Funky Thide of Sings (1975) - Atlantic
- Life & Times (1976) - Wounded Bird Records

Con Larry Coryell:
- Tributaries (1978) - Arista Novus

Con Miles Davis:
- You're Under Arrest (1985) - Columbia
- Decoy (1984) - Sony Music
- Star People (1983) - Sony Music

Con John Ellis:
- One Foot In The Swamp (2005) - Hyena

Con David Friesen:
- Two for the Show (1994) - ITM Pacific

Con Jon Gordon:
- Possibilities (2000) - Double-Time

Con Herbie Hancock:
- The New Standard (1995) - Verve

Con Jimmy Haslip:
- A R C (1993) - UMG

Con Roy Haynes:
- Love Letters (2003) - Columbia

Con Joe Henderson:
- Quiet Now: Lovesome Thing (1999) - Verve
- So Near, So Far (Musings for Miles) (1993) - Verve

Con Marc Johnson:
- Shades of Jade (2005) - ECM
- Second Sight (1987) - ECM
- Bass Desires (1986) - ECM

Con Lee Konitz:
- Rhapsody II (1993) - Evidence

Con Manhattan Jazz Quintet:
- Manhattan Blues (1990) – Sweet Basil

Con Gary Marks:
- Gathering (1974) - Arewea Records

Con Gerry Mulligan and Chet Baker:
- Carnegie Hall Concert (1974) - CTI

Con John Patitucci:
- Now (1998) - Concord Jazz

Con Phil Lesh and Friends:
- Live at the Warfield (2006) - Image

Con Harvie S:
- In a Different Light (1990) - Blue Moon

Con Gary Thomas:
- By Any Means Necessary (1989) - JMT

Con Bugge Wesseltoft:
- New Conception Of Jazz Live (2003) - Jazzland

Con Lenny White:
- Present Tense (1995) - Hip Bop